# 朝鮮労働党
朝鮮労働党（ちょうせんろうどうとう、朝鮮語: 조선로동당、漢字: 朝鮮勞動黨、英語: Workers' Party of Korea, WPK）は、朝鮮民主主義人民共和国（北朝鮮）の支配政党。北朝鮮国内での略称は労働党、または単に党である。
党旗は赤地が革命、中心の鎌は農民、槌は労働者、筆は知識人を、それぞれ表す。

## 概説
朝鮮民主主義人民共和国社会主義憲法第11条には「朝鮮民主主義人民共和国は、朝鮮労働党の指導の下にすべての活動を行う」と規定されており、朝鮮労働党は国家の行政機構より上位にある。北朝鮮はヘゲモニー政党制をとっており、朝鮮労働党以外の政党として朝鮮社会民主党と天道教青友党があるが、これらの党は朝鮮労働党の指導性を認めている衛星政党であるため、事実上は朝鮮労働党による一党独裁制である。
朝鮮労働党の党員は約300万人と推定されている。朝鮮労働党の党員数は、北朝鮮の人口約2200万人のおよそ7分の1を占める。北朝鮮では、公職や企業・団体において要職につくためには党員であることが必要とされる。
政府機構である「最高人民会議」（国会に相当）は国権の最高主権機関ではあるものの、朝鮮労働党の決定を覆すことは基本的にはありえない。

## 名称
朝鮮労働党の用いる朝鮮語表記では、「조선로동당」（チョソンノドンダン、「朝鮮勞動黨」）。大韓民国（韓国）では、「北韓労働党」（「북한 노동당〈北韓 勞動黨〉」、プッカンノドンダン）と呼ばれている。
英語名称について朝鮮労働党はWorkers' Party of Korea (WPK) という表記法を使用する。しかしCNN、BBC、CIAなど欧米諸国のメディア・機関はKorean Workers' Party (KWP) を使用することが多く、日本の英字新聞などもこれに倣うことが多い。

## 歴史

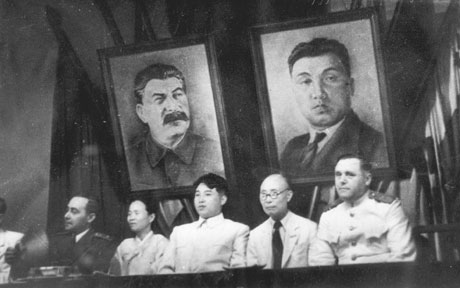
第1回党大会に出席する金日成（中央）と金枓奉（右から2番目）（北朝鮮労働党時代）

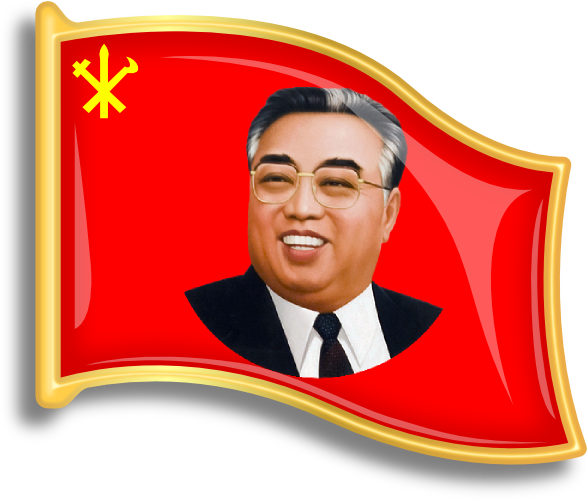
使用されていた党員バッジ（イメージ図）

1945年10月10日、朝鮮共産党北部朝鮮分局として発足（党創設記念日）。1946年8月、朝鮮新民党を吸収し北朝鮮労働党となる（第1回党大会）。1949年6月30日に南朝鮮労働党（南労党）と合併し、金日成を党中央委員会委員長に選出、朝鮮労働党となる。
もともと朝鮮労働党は共産主義者系独立運動団体の連合体としての性格を有していたが、1953年には領袖の朴憲永を始めとして南労党派の主要な構成員が「アメリカのスパイ」などの容疑をかけられて逮捕され、粛清された。また、1956年には8月宗派事件が起こり、ソ連派や金枓奉らの延安派（中国派）が粛清され壊滅した。金日成のライバルの粛清と並行して金日成に対する個人崇拝が強化されていった。
1966年10月の第2回党代表者会で自主路線を定式化してイデオロギー的にソ連・中国から自由であることを謳った。また、党組織の改組が行われ、党中央委員会委員長に代わって中央委員会党総書記が設置され、金日成が就任した。
1967年5月の第4期党中央委員会第15回総会では唯一思想体系の確立が強調された。すなわち、唯一思想体系とは党を創建し指導する首領の思想であり、党内には唯一思想体系以外の思想は存在しないというものである。この場合、首領とは革命のリーダーを意味し、金日成を指す。同年6月の第4期党中央委員会第16回総会では首領論が提唱されて、革命のリーダーである首領が指導政党である朝鮮労働党の上位に位置づけられ、朝鮮労働党は首領に従属する存在とされた。その後、金日成指導部は北朝鮮独自の主体思想（チュチェ思想）を掲げ、「首領は脳髄、党は神経、人民は細胞」という有機的国家論を唱えた。
国内パルチザン派とも呼ばれた甲山派は1967年8月に領袖の朴金喆が反党・反革命分子として批判を受けて抗議のため自殺を図るなどし、多くの構成員は粛清され壊滅し、金日成を領袖とする国外パルチザン派とも呼ばれた満州派が党内の主導権を確立していった。そうしたなか、1930年代に金日成が行った抗日パルチザン闘争のみが朝鮮の革命運動で唯一正当な闘争であるという「革命伝統」が主張され、それ以外の革命の歴史は否定された。革命伝統のなかでとりわけ強調されたのが、抗日パルチザンの首領である日成への「無限の忠誠心」であり、首領の指示を最後まで貫徹する「革命的規律」であった。そして、首領の革命伝統を継承することこそが後継者の条件であるとされ、一方で革命伝統を金日成の家系に遡及し、その一族に対する崇拝が強調される。
金正日は1974年2月の党中央委員会総会で金日成の後継者に推戴され、翌日には政治委員会委員（現：政治局委員）に選出された。また、同月から「党中央」という表現で労働新聞などで報じられるようになった。4月には党の唯一思想体系確立の10大原則が発表された。この10大原則は党員のみならず、共和国公民（国民）すべてに対して、金日成への絶対的な忠誠と服従を求めるものであり、憲法や党規約を超える最高規範として国民に大きな影響を与えた。
1980年10月に開催された第6回党大会および党第6期中央委員会第1回総会において、金正日が公式に表舞台へ登場し、党政治局常務委員、党書記、党中央軍事委員会委員の役職に就いたことによって、金日成の後継者であることを世界に印象づけた。
金日成は1994年7月に死去した。党の最高職である中央委員会総書記は日成の死後、しばらく空席だったが、1997年9月に正日が党総書記に就任した。
党大会は、金日成時代の1980年10月10日以降、2016年5月6日の第7回党大会まで36年間開かれなかった。6ヶ月に1度開かれることになっている中央委員会総会の開催も、公表されなくなるなど、支配組織としての形骸化が指摘された。これは「先軍政治」（軍事優先政策）を掲げる正日がもはや党ではなく、朝鮮人民軍のみを信頼の対象にしているからだとされる。
主体思想を打ち出すようになってからも、他の社会主義国の執権政党と同様、マルクス・レーニン主義を指導理念として掲げ、主体思想はそれを発展させたものであるという解釈をしていた。しかしソ連や東欧で社会主義政権が相次いで崩壊すると、主体思想の独自性の強調が強まった。そして、金正日が総書記に就任した1997年頃から「先軍政治」をかかげるようになり、一般的なマルクス・レーニン主義では前衛党が社会主義建設を指導するにもかかわらず、軍を社会主義建設の主力とみなし、正当化するための理論構築を始めた。2010年9月28日の第3回党代表者会で採択された党規約では「社会主義」や「マルクス・レーニン主義」は残されたものの、「共産主義」は削除され、「先軍政治」が新たに明記された。
2011年に金正日が死去した後、後継者となった金正恩が総書記の地位を継ぐと見られたが、金正恩は2012年4月11日に開催された第4回党代表者会において新たに党の最高職として設けられた第一書記に就任し、正日は「永遠の総書記」として位置づけられた。
2016年5月に開催された第7回党大会において、党第一書記に代わる役職として党委員長が設けられ、金正恩が党委員長に就任した。この党大会で改正された規約では「マルクス・レーニン主義の革命的原則の堅持」「社会主義計画経済」が明記されるなど金正恩体制は金日成時代への回帰を目指しているとされる。
2021年1月の第8次党大会において党規約が改正され（1月9日）、書記局が5年ぶりに復活したのを機に、金正恩を総書記とする決議が1月10日の会議で全会一致で採択されたと報じられた。同時に、総書記の職務を代行できる役職として「党中央委員会第一書記」として第一書記の名を有するポストが新設された。

## 組織

### 党大会

二代目総書記の金正日

朝鮮労働党の最高指導機関。党中央委員会によって招集される。党綱領と規約の採択または修正・補完、党の路線・基本政策および戦略・戦術の決定、中央委員会の選挙などを行う。前回党大会からの成果を示す場であるとともに、その後の国家の方針や路線を決定する重大な大会である。

二代目中央委員会委員長および初代総書記の金日成

「党中央委員会全員会議や政治局会議、政務局会議、党中央軍事委員会会議などにおいてもなされるが、いずれも党大会で示した方針や路線から大きく外れることは通常ありえない」という指摘がある。
かつて、原則として5年に1度開催することが党規約で定められていたが、実際に5年間隔で開催されたのは第3回大会（1956年）と第4回大会（1961年）の間のみで、開催間隔の取り決めは有名無実化していた。そのため、第6回大会（1980年）から30年後に開かれた第3次党代表者会議（2010年）において、党大会の開催間隔に関する条項は党規約から削除されている。しかし、金正日が死去した後、党委員長となった金正恩は党大会を定期的に招集する方針を示している。
党中央指導機関に所属する者と党の各組織の代表者が出席する（第8回党大会では党中央指導機関の250人と各組織の代表者4750人が出席した）。傍聴人（オブザーバー）もおり第8回党大会では2000人が傍聴した。

#### 開催
過去の開催実績は下記の通りである。党大会の回次は、朝鮮労働党の前身である北朝鮮労働党の党大会の回次を継承している。
なお下記の通り、金正日体制下では朝鮮労働党大会は一度も開催されていない。
- ソビエト連邦軍占領下（1945年 - 1948年）、金日成体制
  - 第1回党大会（英語版）：1946年8月28日～8月30日　※北朝鮮労働党時代の党大会
  - 三代目総書記の金正恩第2回党大会（英語版）：1948年3月27日～3月30日　※北朝鮮労働党時代の党大会

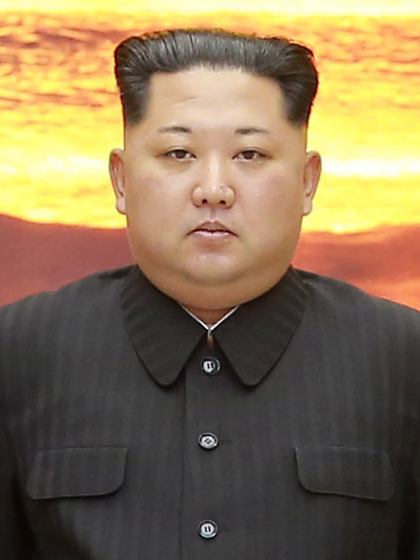
三代目総書記の金正恩

- 北朝鮮建国（1948年9月9日）後、金日成体制（1948年 - 1994年）
  - 第3回党大会（英語版）：1956年4月23日～4月29日
  - 第4回党大会（英語版）：1961年9月11日～9月18日
  - 第5回党大会：1970年11月2日～11月13日
  - 第6回党大会（英語版）：1980年10月10日～10月14日
- 金正日体制（1994年 - 2011年）
  - (党大会開催なし)
- 金正恩体制（2011年 - 現在）
  - 第7回党大会：2016年5月6日～5月9日
  - 第8回党大会：2021年1月5日～1月12日

#### 党代表者会
党大会閉会中、中央委員会が必要に応じて招集する。党の路線・基本政策および戦略・戦術に関する緊急問題を討議するほか、職務遂行ができない中央委員、中央委員候補・準候補委員の除名および欠員の補選などを行う。これまでに開催されたのは、下記の4回のみである。第4次会議では金正日（2011年死去）を「永遠の総書記」と位置づけ、金正恩を新設ポストである党第1書記（2016年に党委員長に改称）に推戴した。
- 金日成体制
  - 第1次会議：1958年3月3日 - 3月6日の4日間
  - 第2次会議：1966年10月5日 - 10月12日の8日間
- 金正日体制
  - 第3次会議：2010年9月28日[27]
- 金正恩体制
  - 第4次会議：2012年4月11日[18]

### 中央委員会

朝鮮労働党党旗 (縦掲揚)

党大会で決定された事業形態を具体的に組織化し、細部機関への指導を行う。党大会閉会中、党を代表して全ての党事業を組織し指導するほか、党の財政を管理する。中央委員会の総会は6ヶ月に1回以上招集されることになっている。中央委員会総会では、重要問題の討議のほか、中央委員会政治局委員（政治局員）および政治局常務委員、党総書記および党中央委員会書記（第7期中央委員会では副委員長）を選出し、政治局・書記局・中央軍事委員会を組織する。第7回党大会終了時点で中央委員は129名、中央委員候補は106名。

#### 中央委員会政治局
党中央委員会総会の閉会中、中央委員会の権限を代行し全ての党事業を決定・指導する。政治局常務委員および政治局委員、政治局候補委員は党の最高幹部である。
政治局内には政治局常務委員会がある。政治局常務委員会は政治局内に設置されているが、事実上の上位機関であり、「党最高指導部」とも言える。

#### 中央委員会書記局（秘書局）
党の人事や日常の懸案問題を処理する機関である。複数名の書記やその指導を受ける各部の部長（書記の兼務も有り）が、専門部署である各部を指揮・監督する。
2021年の第8期中央委員会時点では、具体的な政策執行を行う専門部署として、宣伝扇動部、勤労団体部、組織指導部、軍政指導部、規律調査部、国際部、幹部部、法務部、軽工業部、農業部、軍需工業部、統一戦線部、財政経理部、経済部などが設置されている。中でも組織指導部は、党、軍、政府、社会団体など北朝鮮の権力層に属する人物に対する思想検閲権や人事権、粛清権を持ち、国家安全保衛部を手足のように使うことから、北朝鮮の真の権力中枢機関とされている
なお、書記局の正式名称は「中央委員会秘書局」であり、総書記や書記も正しくは「総秘書」「秘書」である。日本のマスコミが「書記局」「総書記」「書記」と言い換えているのは、中国や旧ソ連の呼称と一致させるためである。書記局は第7回党大会期のみ「政務局」と改称されており、書記も「党中央委員会副委員長」と改称されていた。

### 中央軍事委員会
朝鮮労働党の最高軍事政策決定機関。党規約第27条には、「党の軍事政策を遂行する方策を討議・決定し、朝鮮人民軍をはじめとする武力全般の強化と軍需産業の発展に関する事業を指導し、我が国の武力を統括する」と中央軍事委員会の職権が定められている。1962年12月の第4期中央委員会第5回総会において金日成が提唱した「四大軍事路線」を推進するため、中央及び道・市・郡単位の各級党委員会に軍事委員会を設置した。1970年11月、第5回党大会の決議に基づき、党中央委員会内に軍事委員会が正式に設置された（当時の名称は中央委員会軍事委員会）。1984年、中央委員会より独立し党中央軍事委員会となった。
金日成執権時代には、憲法による国家主席と国防委員会委員長の兼職規定により、金日成国家主席が国防委員長と党中央軍事委員会委員長を兼務していた。1993年に国家主席と国防委員長の兼職規定が廃止されたことにより、金日成国家主席は党中央軍事委員会委員長を引き続き務めたまま、金正日が新たに国防委員長となり党中央軍事委員会においては序列2位となった。金日成の死後、党中央軍事委員会委員長の地位は空席となり金正日が委員長の権限を代行していたものとみられていたが、金正日は先軍政治を標榜し1998年の憲法改正で国防委員会が事実上の国家の最高指導機関と位置づけられたため、党中央軍事委員会は形骸化し正確な委員構成も分かっていなかった。形骸化した党中央軍事委員会には朝鮮人民軍内の党組織を指導する権限しかなかった。2009年2月、金正日が国防委員長兼朝鮮労働党中央軍事委員会委員長として金永春の人民武力相任命の人事発令をしたことで、金正日の中央軍事委員会委員長就任が初めて確認された。2010年9月28日の第3回党代表者会を受けて開催された中央委員会総会で金正日が党中央軍事委員会委員長に再選され、金正日の三男である金正恩（党中央委員・朝鮮人民軍大将）と朝鮮人民軍総参謀長の李英鎬（党政治局常務委員）が新設の副委員長に任命された。
金正日の死去を受けて、2012年4月11日の第4回党代表者会で金正恩が党中央軍事委員会委員長に、崔竜海が副委員長に選出された。李英鎬は副委員長に留任したものの、同年7月に失脚し、解任されている。第7回党大会終了時点で委員長の金正恩と委員の11名の計12名から構成されている。また、金正恩が最高指導者に就任した後に行われた軍事的な決定は国家機関の国防委員会よりも、党機関の党中央軍事委員会で下されることが多くなっており、党の役割が再強化されたといわれており、その後国防委員会は廃止されて国務委員会に改編された。
なお、「党中央軍事委員会は党中央委員会全員会議で組織される」ことから党中央委員会と同地位にないとも考えられるが、「両機関名でスローガンが出されることもある」ため、序列は不明である。

### 中央検査委員会
朝鮮労働党の財務・会計検査及び規律監督機関。党の財務・会計活動について責任を負い、各部署の財務を検査する。
2021年1月の第8回党大会で採択された改正党規約によって、党員の反党・反革命的活動を取り締まり、違反者に対する処分を行っていた中央委員会検閲委員会と統合、再編された。

## 情報・諜報機関
朝鮮労働党の諜報機関は、互いに似た名称で、活動の発覚後はしばしば名称を変更するため正確な把握が難しい。2016年時点では、統一戦線部が党の情報・諜報機関として確認されている。かつて党の情報・諜報機関として、作戦部、統一戦線部、対外情報調査部、対外連絡部が存在しており、庁舎が平壌特別市牡丹峰区域戦洞労働党3号庁舎に位置するため、総称として「3号庁舎」と呼ばれていたが、2009年の情報機関改革で、作戦部と対外情報調査部は軍総参謀部偵察局と統合されて朝鮮人民軍偵察総局として拡大改編された。また対外連絡部は内閣所属の第225部に格下げされた後、統一戦線部の傘下機関として党の所属に復帰している。

### 現在の党の諜報機関
- 統一戦線部（통일전선부）は、韓国内の民間団体や日本も含む海外同胞の包摂を担当する機関であり、南北対話と交流も指導している。過去、文化部と呼ばれていた。他の機関と比較して、公然の宣伝工作を行うことが特徴である。祖国平和統一委員会等の団体も、この機関の外郭団体である。また、在日本朝鮮人総連合会（朝鮮総連）もこの機関の傘下機関の第225部（旧・対外連絡部）の指導の下にある[39]。最近まで、救国の声放送等の対南地下放送も運営していた。

### 過去に存在した党の諜報機関
- 作戦部（작전부）は、スパイの護送及び浸透、破壊工作、要人暗殺を担当していた機関である。7ヶ所から10ヶ所の「連絡所」を管轄し、スパイを韓国や日本に護送していた。ユーゴ級潜水艦浸透事件や、日本人拉致事件の実行機関と言われている。2009年の情報機関改革で、作戦部と党対外情報調査部と軍総参謀部偵察局が統合して朝鮮人民軍偵察総局が発足したことにより、発展的に解消した[36][37]。

- 対外情報調査部（대외정보조사부）は、韓国以外の第3国における情報収集、第3国を経由した韓国内へのスパイの浸透を担当していた機関である。過去、調査部、対外調査部と呼ばれ、「35号室」と称することもあった。大韓航空機爆破事件、韓国の映画監督である申相玉・崔銀姫夫妻の拉致等の実行機関とされる。2009年の情報機関改革で、対外情報調査部と党作戦部と軍総参謀部偵察局が統合して朝鮮人民軍偵察総局が発足したことにより、発展的に解消した[36][37]。

- 対外連絡部（대외련락부）は、韓国や日本などに浸透するスパイや地下組織を管理する機関である。過去、連絡部、社会文化部と呼ばれていた。2009年の情報機関改革で、内閣附属の内閣第225部（室）（対外交流局（대외교류국））に縮小改編された後[40][41]、再び党所属に復帰し、現在では第225部（室）は統一戦線部の傘下機関となっている[39]。

## 党員
朝鮮労働党規約2条に「朝鮮公民として党の唯一思想体系と唯一的領導体系を堅く支持し、党と首領、祖国と人民のために献身的に闘争し、党規約を遵守しようとする勤労者」が入党することができると定められている。運用としては、原則18歳以上の共和国公民（国民）に加え、北朝鮮国籍を選択するか旧朝鮮籍を有しなおかつ朝鮮総聯会員である在日朝鮮人も、共和国公民の扱いを受けるため入党の資格を有する。
他国の共産党と同様に、入党を希望する者は2年以上の党歴を持つ党員2名の推薦を受けて党細胞（末端組織）に申し込む。ただし、社会主義愛国青年同盟に参加している者は、地元の市・郡の青年同盟委員会の保証書を提出すれば、推薦党員は1名で済む。組織がそれを受理すると、原則として1年間党員候補として扱われる。党員候補期間を経過すると再び審査を受けて、通過すれば、党細胞総会において正式に入党が決定される。なお、1年間の党員候補期間中に受け入れ態勢が整わなかった場合は最大2年まで候補期間を延長でき、申し込みから2年経過しても入党を決定できなかった者は除名される。逆に、祖国帰還事業で北朝鮮に渡った元日本共産党員などのように、特殊な事情がある場合は党員候補期間を経ずに直接党員となる可能性もある。
実際には10代で入党申し込みができる人は極めて稀で、20代前半でも金日成総合大学、金日成軍事大学で優秀な成績を収めた政府・軍の幹部候補生や現幹部の子息などに限られ、一般市民の多くが入党できるのは、兵役を終わる20代後半以降になる。10代で党員になった者としては、金正日が金日成総合大学1年在学中だった19歳の時に入党を認められた例がある。
毎日新聞OBの重村智計は著書で「労働党員になれることは特権集団に仲間入りすることを意味する。また、北朝鮮における出世の第一歩である。党員になると、食糧の配給量から住宅、医療施設、休暇や旅行証の発行などで特別の扱いを受ける。北朝鮮ではいかに早く党員になれるかで人生が決まる」と指摘する。
また重村は、「出身成分の悪い人はまず党員申請もできない。核心層以外は党員になるのはまず難しい」とも指摘している。
党員は、毎月の収入の2%に相当する額を党費として納めなければならない。
「党員は多くのメリットがある地位だ。社会的地位が上昇するためには党員になることが必要不可欠だ。教育も優秀な党員を育成することを最優先の目標としている」と指摘される。

## 党幹部

### 歴代指導者
| 名前   | 主な役職 | 就任                                                                                    | 退任                                                                      |
| ------ | --- | --------------------------------------------------------------------------------------- | ------------------------------------------------------------------------- |
| 金日成 | 朝鮮民主主義人民共和国国家主席 朝鮮労働党中央委員会総書記 朝鮮人民軍最高司令官                                     | 国家主席:1972年12月28日 総書記:1949年6月30日 朝鮮人民軍最高司令官:1950年7月4日          | 朝鮮人民軍最高司令官:1991年12月24日 国家主席・総書記:1994年7月8日（死亡） |
| 金正日 | 朝鮮人民軍最高司令官 朝鮮労働党総書記 朝鮮民主主義人民共和国国防委員会委員長                                       | 朝鮮人民軍最高司令官:1991年12月24日 国防委員会委員長:1993年4月9日 総書記:1997年10月8日  | 全て日付西暦共に同じ（死亡）                                              |
| 金正恩 | 朝鮮労働党総書記 朝鮮人民軍最高司令官→ 朝鮮民主主義人民共和国武力最高司令官 朝鮮民主主義人民共和国国務委員会委員長 | 朝鮮人民軍最高司令官:2011年12月30日 国務委員会委員長:2016年6月29日 総書記:2021年1月10日 | 現職                                                                      |

### 第3回党代表者会
2010年9月28日の第3回党代表者会および中央委員会総会で選出された幹部は以下の通り。
- 中央委員会総書記：金正日[43]
- 中央委員会政治局
  - 常務委員：金正日[43]、金永南、崔永林、趙明禄[44]、李英鎬
  - 政治局委員（政治局員）：金永春、全秉浩[45]、金国泰、金己男、崔泰福、楊亨燮、姜錫柱、辺永立、李勇武、朱相成、洪錫亨、金敬姫
- 中央委員会書記局
  - 党中央委員会書記：金己男、崔泰福、崔竜海、文京徳、朴道春、金永日、金養建、金平海、太鐘守、洪錫亨[46]
- 中央軍事委員会
  - 委員長：金正日[43]
  - 副委員長：金正恩、李英鎬
  - 委員：金永春、金正覚、金明国、金慶玉、金元弘、鄭明道、李炳鉄、崔富日、金英哲、尹正麟、朱奎昌、崔相麗、崔慶星、禹東測、崔竜海、張成沢

### 第4回党代表者会
2012年4月11日の第4回党代表者会で選出および再選された幹部は以下の通り。第4回党代表者会以降にその人物の役職の変更が確認された場合、若しくは新たな人物が就任した場合は、その内容を注釈に記述した。
- 朝鮮労働党第一書記：金正恩
- 中央委員会政治局
  - 常務委員：金正恩、金永南、崔永林[48]、李英鎬[49]、崔竜海[50]、黄炳瑞[51]
  - 政治局委員（政治局員）：金敬姫[52]、金永春、全秉浩[45]金国泰[53]、金己男、崔泰福、楊亨燮、李勇武、姜錫柱、辺永立、金正覚[54]、張成沢[55]、朴道春、玄哲海、金元弘、李明秀[56]、朴奉珠[57]、金養建[58]、郭範基[59]、呉秀容[59]
- 中央委員会書記局
  - 党中央委員会書記：金己男、崔泰福、文京徳[60]、朴道春、金永日[60]、金養建[61]、金平海、太鐘守、金敬姫[52]、郭範基、姜錫柱[62]
- 中央軍事委員会
  - 委員長：金正恩
  - 副委員長：李英鎬[49]、崔竜海[63]、玄永哲[64]、
  - 委員：金永春、金正覚[54]、金明国、金慶玉、金元弘、鄭明道、李炳鉄、崔富日、金英哲、尹正麟、朱奎昌、崔相麗、崔慶星、禹東測[65]、張成沢[55]、玄哲海、李明秀[56]、金洛兼

### 第7回党大会
2016年5月の第7回党大会およびその後の中央委員会総会で選出された幹部は以下の通り。なお、名前の後ろにある丸数字は、第何回総会で選出されたのかを表すものである（例：朴光浩②→党中央委員会第7期第2回総会で選出）。
ちなみに、第2回総会は2017年10月7日、第3回総会は2018年4月20日、第4回総会は2019年4月10日、第5回総会は2019年12月28日から12月31日まで行われた。
- 朝鮮労働党委員長：金正恩
- 中央委員会政治局
  - 常務委員：金正恩、金永南、黄炳瑞、朴奉珠、崔龍海、李炳哲（政治局⑯）、金徳訓（政治局⑯）
  - 政治局委員（政治局員）：金己男、崔泰福、李洙墉、金平海、呉秀容、郭範基、金英哲、李萬建、楊亨燮、盧斗哲、朴永植、李明秀、金元弘、崔富日、朴光浩②、朴泰成②、太宗秀②、安正秀②、李容浩②、金正覚③、金才龍④、李萬建④、崔輝④、朴太徳④、金秀吉④、太亨徹④、鄭京擇④
  - 政治局委員候補（政治局員候補）：金能五、任哲雄、趙延俊、李炳鉄、努光鉄、李永吉、朴太徳②、金与正[67]②及び⑤、趙甬元④、金徳訓④、李龍男④、朴正男④、李煕用④、趙春龍④、李日煥⑤、李炳哲⑤、金徳訓⑤
- 中央委員会政務局
  - 党委員長：金正恩
  - 党中央委員会副委員長：崔龍海、金己男、崔泰福、李洙墉、金平海、呉秀容、郭範基、金英哲、李萬建、朴光浩②、朴泰成②、太宗秀②、朴太徳②、安正秀②、崔輝②、朴奉珠④、李萬建④、李日煥⑤、金衡俊⑤、李炳哲⑤、金徳訓⑤、金才龍（政治局⑯）
- 中央軍事委員会
  - 委員長：金正恩
  - 副委員長：李炳鉄④
  - 委員：黄炳瑞、朴奉珠、朴永植、李明秀、金英哲、李萬建、金元弘、崔富一、金慶玉、李永吉、徐洪燦、崔竜海②、李炳哲②、鄭敬沢②、張吉成②、金才龍④、李萬建④、太宗秀④、金兆国④

### 第8回党大会
2021年1月10日の第8回党大会およびその後の党中央委員会総会で選出された幹部は以下の通り。
なお、名前の後ろにある丸数字は、第何回総会で補選されたのかを表すものである（例：李善権②→党中央委員会第8期第2回総会で選出）。
なお、党中央委員会第8期第2回総会は2021年2月8日から11日まで開催された。
- 朝鮮労働党総書記：金正恩
- 中央委員会政治局
  - 常務委員：金正恩、崔竜海、李炳鉄[68]、金徳訓、趙甬元、朴正天（政治局拡大会議③）
  - 政治局員：朴泰成、朴正天、鄭尚学、李日煥、金頭日、崔相建、金才龍、呉日晶、金英哲、呉秀容、権英進、金正官、鄭京擇、李永吉、李善権②、太亨徹③
  - 政治局員候補：朴太徳、朴明順、許哲万、李哲万、金享植、太亨徹、金栄煥、朴正根、楊勝虎、全賢哲、李善権、金成男②
- 中央委員会書記局
  - 党中央委員会第一書記：不明（趙甬元（組織部門担当）の可能性あり）[22][69]
  - 党中央委員会書記：朴泰成（宣伝部門担当）、李炳鉄（軍需担当）、鄭尚学（規律調査部門担当）、李日煥（勤労団体部門担当）、金頭日（経済部門担当）、崔相建（教育部門・保健部門担当）、呉秀容②（経済部門担当）
- 中央軍事委員会
  - 委員長：金正恩
  - 副委員長：李炳鉄→朴正天[70]
  - 委員：趙甬元、呉日晶、金兆国、強純男、呉秀容、朴正天、権英進、金正官、鄭京擇、李永吉、林光日
- 中央検査委員会
  - 委員長：鄭尚学
  - 副委員長：朴太徳、李煕用
  - 委員：李京哲、朴光植、朴光雄、全太宗、鄭仁哲、金成哲、張企虎、姜潤石、禹尚哲、張光峰、金光哲、呉東日
- 中央委員会部長：朴泰成（宣伝扇動部）、金才龍（組織指導部）、呉日晶（軍政指導部）、朴太徳（規律調査部）、金成男（国際部）、許哲万（幹部部）、金享植（法務部）、朴明順（軽工業部）、李哲万（農業部）、李斗星（部署不明）、強純男（軍需工業部）、金英哲（統一戦線部）、金世福（部署不明）、朴正男（部署不明）、崔輝（部署不明）、金勇帥（財政経理部）
- 労働新聞責任主筆：朴英敏